# Coelorinchus tokiensis
Coelorinchus tokiensis és una espècie de peix de la família dels macrúrids i de l'ordre dels gadiformes.

## Morfologia
- Els mascles poden assolir 56 cm de llargària total.[5][6]

## Hàbitat
És un peix bentopelàgic i marí d'aigües temperades.

## Distribució geogràfica
Es troba al nord-oest del Pacífic.